# Замок Отранто
Замок Отранто (англ. The Castle of Otranto) — роман Горація Волпола. Вперше опублікований у 1764 році, він загалом вважається першим готичним романом. У другому виданні Волпол застосував до роману слово «готичний» у підзаголовку — «Готична історія». Розгортання роману відбувається в замку з привидами, де середньовіччя поєднано з терором — стилем, що зберігся донині. Естетика книги сформувала сучасні готичні книги, фільми, мистецтво, музику та готську субкультуру.
Волпол отримав натхнення написати історію після кошмару, який він пережив у своєму будинку в стилі неоготики Стровбері-Гілл-Гаус у Твікенгемі на південному заході Лондона. Стверджуючи, що він бачив привида в кошмарі, який показував «гігантську руку в обладунках», Волпол включив образи з цього в роман, а також спирався на свої знання середньовічної історії.
Роман започаткував літературний жанр, який став надзвичайно популярним наприкінці 18-го та на початку 19-го століття, з такими авторами, як Клара Рів, Енн Редкліфф, Вільям Томас Бекфорд, Метью Грегорі Льюїс, Мері Шеллі, Брем Стокер, Едгар Аллан По, Роберт Луїс Стівенсон і Джордж дю Мор'є.

## Історія

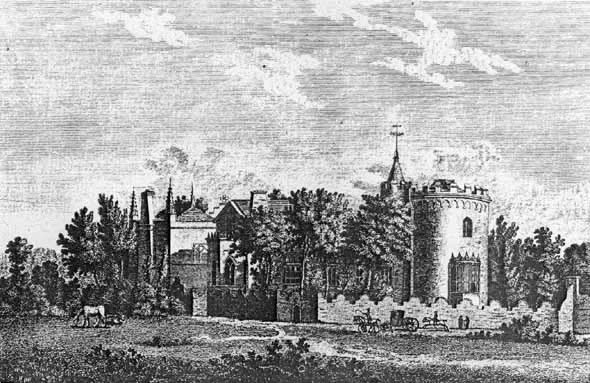
Роман був натхненний кошмаром Волпола у Стровбері-Гілл-Гаус (гравюра XVIII століття готичної вілли на гравюрі).

«Замок Отранто» був написаний у 1764 році під час перебування Горація Волпола на посаді члена парламенту від Кінгс Лінн. Волпол був зачарований середньовічною історією, у 1749 році побудував фальшивий готичний замок Стровбері-Гілл-Гаус (Strawberry Hill House).
Початкове видання мало повну назву: «Замок Отранто, історія. Переклав Вільям Маршал, Гент. З оригіналу італійською мовою Онуфріо Муралто, канон церкви Св. Миколая в Отранто». Це перше видання нібито було перекладом на основі рукопису, написаного в Неаполі в 1529 році і нещодавно знову знайденого в бібліотеці «давньої католицької родини на півночі Англії». Щоб підкреслити цю вдавану автентичність він використовував архаїчний стиль письма.
Стверджувалося, що історія італійського рукопису походить від ще давнішої історії, яка, можливо, сягає часів хрестових походів. Цей італійський рукопис разом із передбачуваним автором «Онуфріо Муралто» були вигаданими творами Волпола, а «Вільям Маршал» — його псевдонімом.
У другому та наступних виданнях Волпол визнав авторство твору, написавши «Прихильне ставлення публіки до цього невеликого твору змушує автора пояснити підстави, на яких він його написав», як «спробу поєднати два типи романтики: стародавню й сучасну. У першій все було уявою і неймовірністю: у другій — природа завжди призначена для того, щоб бути, а іноді і була, успішно скопійована….». У той час точилися дебати щодо функції літератури; тобто чи твори художньої літератури мають бути репрезентативними для життя чи більш суто уявними (тобто природними проти романтичних). Перше видання було добре сприйняте деякими рецензентами, які розуміли, що роман належить до середньовічної літератури, «між 1095 роком, епохою Першого хрестового походу, і 1243 роком, датою останнього», як зазначено в першій передмові; а деякі називали Волпола «геніальним перекладачем». Однак після того, як Волпол визнав своє авторство, багато критиків не надто хвалили твір і відкидали його як абсурдну, легковажну, романтичну вигадку, або навіть як непривабливу чи аморальну.
У своєму виданні «Замку Отранто» 1924 року Монтегю Саммерс показав, що деякі деталі сюжету надихнула історія життя Манфреда Сицилійського. Серед володінь Манфреда був справжній середньовічний замок Отранто. Він повторив це твердження в 1938 році в «Готичному квесті».

## Сюжет
«Замок Отранто» занурює в історію Манфреда, владного володаря однойменного замку та його родини. Події розгортаються у день весілля його кволого сина Конрада з принцесою Ізабеллою. Проте, фатальна випадковість обриває свято: Конрада миттєво розчавлює гігантський шолом, що несподівано падає згори. Ця моторошна подія набуває особливого значення на тлі давнього пророцтва, яке віщує «що замок і володіння Отранто повинні відійти від нинішньої родини, коли справжній власник виросте надто великим, щоб жити в ньому». Охоплений жахом перед провіщеним кінцем своєї династії, Манфред вдається до відчайдушного кроку: він вирішує розлучитися зі своєю дружиною Іпполітою, яку вважає нездатною народити здорового спадкоємця, і одружитися з Ізабеллою, сподіваючись таким чином відвернути неминучу руйнацію.
Проте, коли Манфред намагається змусити Ізабеллу до шлюбу, дівчина знаходить притулок у церкві за допомогою селянина Теодора, який одразу впізнає в гігантському шоломі, що вбив Конрада, частину статуї, яка височіє перед храмом. Обурений Манфред звинувачує Теодора у чаклунстві, вважаючи його винним у появі фатального шолома. Під час розмови з монахом Ієронімом, який переховує Ізабеллу в церкві, Манфред наказує стратити Теодора. Коли юнак скидає сорочку, готуючись до смерті, Ієронім помічає родинну мітку на його плечі та впізнає в ньому свого втраченого сина, а отже, нащадка шляхетного роду. Збентежений своїм відкриттям, Ієронім благає Манфреда зберегти життя синові, але той ставить жорстку умову: або принцеса, або життя юнака. Їхню суперечку перериває звук сурми та поява лицарів з іншого королівства, які прибули, щоб повернути Ізабеллу її батькові, Фрідріху, разом із замком, на який Фрідріх має законніші права (ще одна причина одержимості Манфреда шлюбом з Ізабеллою). Ця подія стає початком лицарського турніру між прибулими воїнами та Манфредом за руку принцеси.
Теодора, ув'язненого Манфредом у вежі, визволяє його власна дочка, Матильда. Юнак поспішає до підземної церкви, де знаходить Ізабеллу. Щоб уберегти її від гніву Манфреда, він переховує дівчину в печері та замуровує вхід, а сам вступає в сутичку з одним із загадкових лицарів. У бою Теодор завдає лицарю тяжкого поранення, і той виявляється батьком Ізабелли, Фредеріком. Після цього вони разом прямують до замку для з'ясування обставин. Фредерік відчуває симпатію до Матильди, і вони з Манфредом домовляються про подвійний шлюб між їхніми дітьми. Проте, після моторошного попередження від привида скелета, Фредерік розриває домовленість.
Манфред, запідозривши таємну зустріч Ізабелли з Теодором у церкві, проносить туди ніж, де на його очах Матильда розмовляє з юнаком. У фатальному непорозумінні, вважаючи, що перед ним Ізабелла, він завдає смертельного удару власній дочці. Згодом з'ясовується, що Теодор насправді є законним принцом Отранто. Матильда помирає, залишаючи Манфреда у вирі каяття. Раптово з'являється колосальна примарна постать, яка проголошує пророцтво виконаним і руйнує мури замку.
Зломлений каяттям, Манфред складає князівські повноваження, і вони з Іпполітою присвячують себе служінню Богу. Теодор, як законний спадкоємець, стає князем руїн замку Отранто та бере за дружину Ізабеллу, адже лише вона здатна по-справжньому розділити його скорботу.

## Персонажі

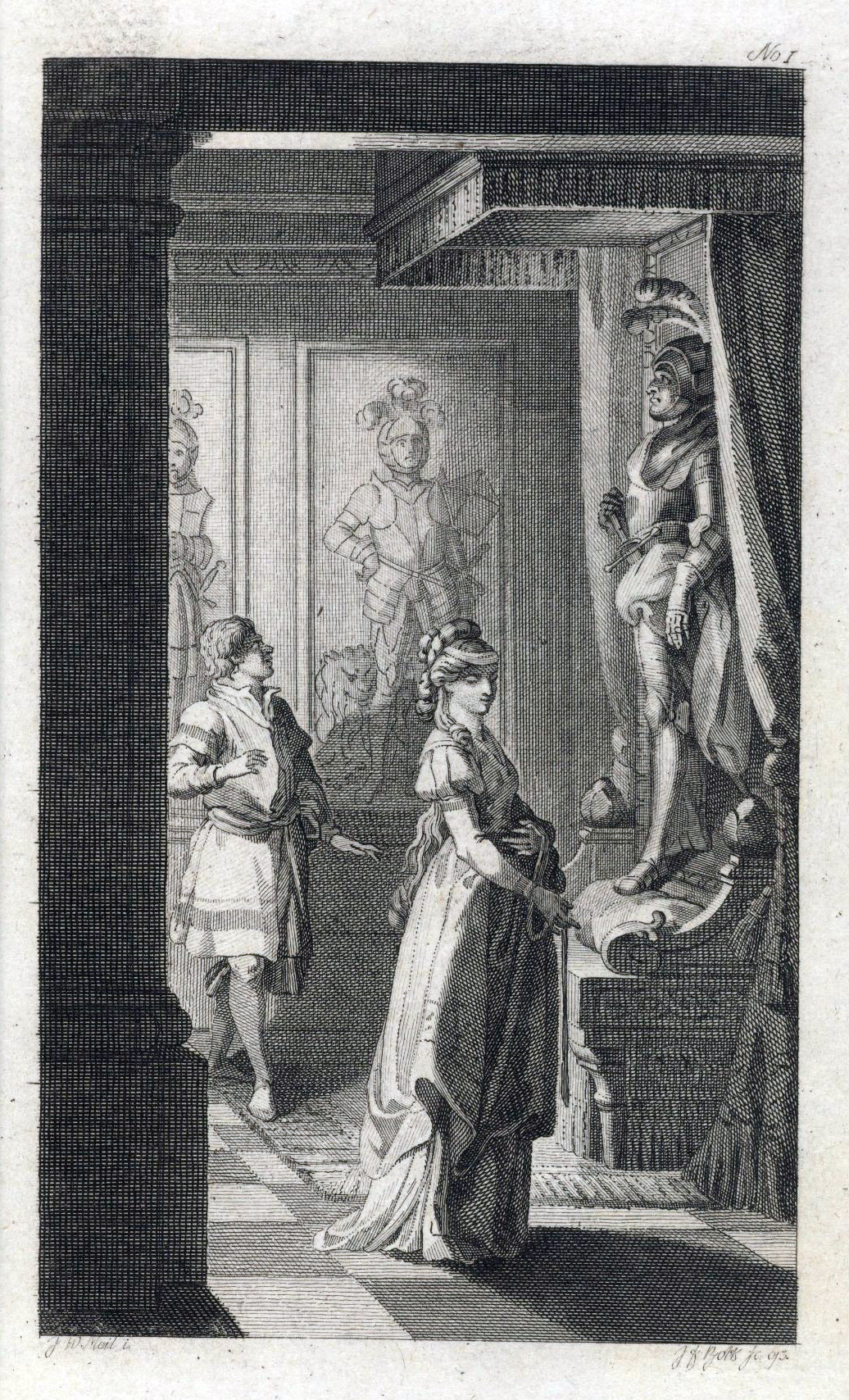
Ілюстрація з німецького видання 1794 року

- Манфред — володар замку Отранто. Батько Конрада і Матильди, чоловік Іпполіти. Після того, як його сина вбиває падаючий шолом, він стає одержимим ідеєю розірвати шлюб з Іпполітою заради набагато молодшої Ізабелли, яка мала вийти заміж за його сина. Манфред є головним антагоністом роману; він — деспотичний правитель і батько, який рухає сюжет вперед, зображуючи божевільну жорстокість до своїх дітей.
- Іпполіта — дружина Манфреда і мати Конрада та Матильди. Втративши сина, вона залишилася тільки з Матильдою, щоб боротися з тиранічними нахилами свого чоловіка. Манфред має намір розлучитися з нею через її безпліддя і на підставі того, що їхній шлюб насправді є фіктивним, оскільки вони насправді є родичами. Зіткнувшись із загрозою розлучення, Іпполіта сумує, але підкоряється волі чоловіка. Вона діє як своєрідна посередниця для свого чоловіка, відкладаючи вбік свою мораль і щастя, щоб її чоловік міг отримати те, чого він хоче.
- Конрад — п'ятнадцятирічний син Манфреда та Іпполіти і молодший брат Матильди. На перших сторінках роману його розчавлює гігантський шолом по дорозі на весілля з Ізабеллою.
- Матильда — донька Іпполіти та деспотичного Манфреда. Вона закохується в Теодора, на превеликий жаль, оскільки це кохання не схвалене її батьками. З появою Фредеріка все ще більше ускладнюється, оскільки Фредерік жадає Матильду. Вона виступає в ролі забороненої жінки — характерного образу готичної літератури[10]. Фредерік і Манфред планують одружитися на дочці один одного, розбиваючи надію Матильди бути з Теодором. Наприкінці роману її помилково вбиває батько.
- Ізабелла — дочка Фредеріка і наречена Конрада (на початку роману). Після смерті Конрада вона дає зрозуміти, що хоч і не кохала Конрада, але воліла б бути зарученою з ним, ніж з його батьком, який переслідує її протягом усього роману. Ізабелла та Матильда коротко сперечаються про те, що обидві мають почуття до Теодора. Після смерті Матильди Теодор одружується з Ізабеллою, і вони стають володарем і володаркою замку.
- Теодор — на початку роману Теодор який спершу видається другорядним персонажем, що лише вказує на значення шолома як зв'язку з виконанням пророцтва. Однак він стає головним героєм після того, як Манфред наказує ув'язнити його в шоломі за його зухвалість, а він тікає і допомагає Ізабеллі втекти з замку через люк. Пізніше в романі з'ясовується, що він є загубленим сином монаха Ієроніма. Теодор продовжує захищати Ізабеллу від безглуздої похоті Манфреда. Він підкорює серця Ізабелли та Матильди, але після смерті Матильди бере шлюб із Ізабеллою. Пізніше він також стає правителем замку Отранто.
- Монах Ієронім — монах у монастирі біля замку Отранто. Манфред намагається маніпулювати ним, щоб той підтримав його план розлучення з дружиною і переконав дружину погодитися з цим планом. Пізніше з'ясовується, що він є батьком Теодора.
- Фредерік — давно втрачений батько Ізабелли, який з'являється наприкінці роману. Спочатку він виступає проти Манфреда, поки той не погоджується одружитися з Матильдою.
- Б'янка — служниця Матильди, яка слугує комічним доповненням до дуже мелодраматичного роману.
- Дієго і Хакес — ці двоє, як і Б'янка, інші слуги в замку Отранто.

## Літературні елементи
У передмові до другого видання Волпол стверджує, що роман є «спробою змішати два види романтики, стародавню та сучасну». «Античний» роман він визначає за його фантастичною природою («його вигадливість і неправдоподібність»), а «сучасний» роман визначає як більш глибоко вкорінений у літературному реалізмі (за його словами, це «сувора прихильність до звичайного життя»). Поєднуючи фантастичні ситуації (шоломи, що падають з неба, ходячі портрети тощо) з нібито реальними людьми, що діють у «природній» манері, Волпол створив новий і виразний стиль літературної фантастики, який часто цитували як зразок для всіх наступних готичних романів. Monthly Review стверджував, що для «тих, хто може перетравити абсурдність готичної фантастики» «Отранто» пропонує «неабияку розвагу».
«Замок Отранто» вважається першим готичним романом, і з його лицарями, лиходіями, ображеними дівчатами, коридорами з привидами та речами, що ходять по ночах, є духовним хрещеним батьком «Франкенштейна» і «Дракули», скрипучих дощок підлоги Едгара Аллана По та рухомих сходів і ходячих портретів Гоґвортсу «Гаррі Поттера».— Стровбері-Гілл-Гаус, фантастичний замок Горація Волпола, знову відчиняє свої двері, повідомляє «The Guardian».

### Готичні елементи
—Джейн Бредлі для The Guardian.
«Замок Отранто» — перший англійський роман про надприродне і надзвичайно впливовий твір готичної фантастики. Він поєднує в собі елементи реалістичної фантастики з надприродним і фантастичним, встановлюючи багато сюжетних прийомів і типів персонажів, які стали б типовими для готичного роману: таємні проходи, брязкіт люків, картини, що починають рухатися, і двері, що зачиняються самі собою. Поет Томас Ґрей сказав Волполу, що цей роман змусив «декого з нас трохи поплакати і всі взагалі боятися лягати спати».

### «Замок Отранто»і Шекспір
Перший і найбільш очевидний зв'язок із Вільямом Шекспіром представлений самим Горацієм Волполом у передмові до другого видання «Отранто», в якій він «вихваляє Шекспіра як справді оригінального генія та взірця свободи уяви, як частину захисту задуму „Отранто“». В іншому місці кілька алюзій Волпола на твори Шекспіра ще більше підкреслюють зв'язок, який він хоче провести між своєю власною роботою та творами Шекспіра. Наприклад, у «Гамлеті» «зустріч Гамлета з Привидом стає для Волпола шаблоном для жаху».
Волпол представляє «більш фрагментарну переробку» образу привида в «Гамлеті», який слугував для Шекспіра репрезентацією «нині несанкціонованого, але все ще популярного католицького погляду на привидів як на речників істини». Католицькі елементи, що діють як у «Гамлеті», так і в «Отранто», викликаються, щоб відобразити подальше відчуття дива й таємниці для протестантської аудиторії обох творів. Католицький елемент був необхідним аспектом «шаблону терору», який Волпол мав на увазі.
Алюзія на досвід Гамлета з Привидом має на меті не лише створити «шаблон терору», але й змусити читачів відчути, що вони спостерігають за самою п'єсою, і Волпол робить це тричі. По-перше, він подає зустріч Манфреда з анімованим портретом Рікардо як зв'язок з першою появою Привида перед Гамлетом. По-друге, коли монах Ієронім повідомляє Теодору про небезпеки, які чекають на нього в Отранто, і закликає його помститися, це пряма алюзія на вимогу Привида до Гамлета пам'ятати про нього. По-третє, зустріч Фредеріка з привидом скелета паралельна з фінальною появою Привида в «Гамлеті».
Насильницьке питання про кровні лінії та спадкоємство є ключовим елементом у багатьох п'єсах Шекспіра, від «Гамлета» до «Річарда II» і «Макбета», і це, очевидно, одна з головних проблем «Отранто». Зв'язок із «Гамлетом» посилюється ще більше через інцест, який також має місце в «Отранто». «В „Отранто“ замок і його лабіринти стають підставою для інцесту, який сигналізує про розірвання сімейних зв'язків», що також є головною проблемною темою в «Гамлеті», оскільки мати Гамлета (Гертруда) і його дядько (Клавдій) були певним чином пов'язані між собою до свого шлюбу. І «Гамлет», і «Отранто» є літературними плацдармами для обговорення питань шлюбу, оскільки питання про анулювання шлюбу Генріха VIII і пізніше шлюб з Анною Болейн все ще були предметом гарячих суперечок. Генріх VIII одружився з дружиною свого брата Катериною Арагонською і пізніше розірвав цей шлюб через нездатність Катерини народити спадкоємця чоловічої статі, який дожив би до повноліття. Подібним чином «Отранто» обертається навколо «більшого сексуального змагання за збереження походження».
Останній зв'язок між «Отранто» та Шекспіром полягає в ролі, яку грають слуги. Як і Шекспір, Волпол прагне створити «суміш комедії та трагедії» і один із способів він це робить, використовуючи для комічної розрядки другорядних персонажів-слуг (таких як Б'янка). Це троп, який Волпол бере у Шекспіра, оскільки, наприклад, механіка Шекспіра з «Сну в літню ніч» також є ключовим комічним елементом у п'єсі.

### Квір-елементи
Естетичні твори Горація Волпола, особливо його будинок у Стровбері-Гілл-Гаусі, були інтерпретовані через призму квір-теорії та описані як кемп. «Замок Отранто» розглядається як створення літературної основи, у якій сексуальне бажання та трансгресія є визначальною тематичною течією нового жанру готики. Макс Фінчер писав, що Манфред стурбований загрозою виявлення його особи таким же чином, як страх виявлення гомоеротичного бажання. Він стверджує, що мізогінія в романі є спробою показати мужність, надмірно компенсуючи страхи автора чи персонажа щодо дивацтва чи слабкості. Через ці страхи, стверджує він, книга представляє негетеронормативну поведінку як «неприродну та демонічну».

## Вплив і адаптації

### Екранізації
За мотивами роману Ян Шванкмаєр зняв сюрреалістичний короткометражний фільм «Замок Отранто» (1977). Він має форму псевдодокументальної кадрової історії в живій дії зі скороченою адаптацією самої історії, представленої у вирізаній анімації в стилі готичного мистецтва.

### Видання
- Fairclough, Peter (ed.), Three Gothic Novels (Harmondsworth: Penguin, 1968) ISBN 0140430369. With an introduction by Mario Praz. Includes William Beckford's Vathek and Mary Shelley's Frankenstein (1832 text) alongside The Castle of Otranto.
- Walpole, Horace, The Castle of Otranto (Oxford: Oxford University Press, 2014) ISBN 9780198704447. With an introduction and note by Nick Groom.
- Walpole, Horace, The Castle of Otranto (Macmillan Publishing Company, 1963). «With Sir Walter Scott's Introduction of 1821 and a New Introduction by Marvin Mudrick.»

### Біографії та листування
- Mowl, Timothy Horace Walpole: The Great Outsider (London: Faber and Faber, 2011) ISBN 9780571269211.
- Walpole, Horace Selected Letters (London: Everyman's Library, 2017) ISBN 9781841593500. Edited by Stephen Clarke.

### Критика

#### Статті
- Cohenour, Gretchen. «A Man's Home is His Castle: Bloodlines and The Castle of Otranto». EAPSU Journal of Critical and Creative Work. Volume 5 (2008): 73–87.
- Cohenour, Gretchen. «Eighteenth Century Gothic Novels and Gendered Spaces: What's Left to Say?» Diss: University of Rhode Island, 2008. ProQuest LLC, 2008.
- Hamm, Robert B. «Hamlet and Horace Walpole's The Castle of Otranto». SEL Studies in English Literature 1500—1900. Volume 49 (2009): 667—692.
- (IT) Carlo Stasi, Otranto e l'Inghilterra (episodi bellici in Puglia e nel Salento), in Note di Storia e Cultura Salentina, anno XV, pp. 127–159, (Argo, Lecce, 2003)
- (IT) Carlo Stasi, Otranto nel Mondo, in Note di Storia e Cultura Salentina, anno XVI, pp. 207–224, (Argo, Lecce, 2004)

#### Монографії
- Mellor, Anne K. Mary Shelley: Her Life, Her Fiction, Her Monsters. New York: Routledge, 1988. 196—198.
- (IT) Carlo Stasi, Otranto nel Mondo, dal 'Castello' di Walpole al 'Barone' di Voltaire (Editrice Salentina, Galatina 2018) ISBN 9788831964067